# Цудзи, Нацуми
Нацуми Цудзи (яп. 辻 菜摘 Цудзи Нацуми, она же Невада-тян (Невада-тан); род. 21 ноября 1992 года) — японская школьница, получившая известность тем, что в возрасте 11 лет убила одноклассницу ножом для резки бумаги.

## Прозвище «Невада-тян»
В целях защиты прав несовершеннолетних настоящее имя девочки не предавалось огласке, но общественности стало известно, что в день убийства на ней была надета толстовка с надписью «Nevada», от чего и произошло прозвище.

## Преступление
Всё началось с того, что школьница Сатоми Митарай оставила на одном из сайтов в Интернете оскорбительный комментарий («толстая ханжа») о своей однокласснице. Узнав об этом, Невада-тян решила отомстить и 1 июня 2004 года в отместку за оскорбление перерезала Сатоми горло ножом для резки бумаги. Настоящее имя девочки не разглашалось; полиция именовала ее «Девочка А» (Girl A), — но, как случайно было упомянуто на телеканале Fuji TV при демонстрации её детских рисунков, Неваду-тян зовут, по всей видимости, Нацуми Цудзи (яп. 辻 菜摘 Цудзи Нацуми).

## Предпосылки
При обследовании персонального компьютера «Невады-тян», на нём были обнаружены многочисленные видеофайлы и изображения жестокости и насилия, а также аниме и манга в стиле гуро. На основании этого многие считают, что Невада-тян была хикикомори и причиной её агрессивных действий стала утрата связи с реальностью, вызванная просмотром аниме и долгим пребыванием в Интернете.

## Наказание
Не увенчались успехом несколько попыток судить Нацуми как взрослую, хотя даже обсуждался закон о снижении возраста ответственности за криминальные преступления с 14 лет до 11 лет, но безуспешно. Невада-тян была сослана в колонию в отдалённой префектуре (по другим данным: 4 года принудительного лечения); срок окончания отбытия наказания: 2013 г.

## В культуре
В честь Невады-тян была названа немецкая рок-группа «Nevada Tan» (с 2008 года она именуется «Panik»).
История про Неваду-тян была главной темой в припеве одной из песен американского репера Sematary под названием Nevada " i keep a cutter like Nevada cutter like Nevada "